# Salluit
Salluit è la seconda località inuit più settentrionale del Québec, in Canada. L'insediamento è situato vicino allo stretto di Hudson e non è raggiungibile via terra, ma solo per via aerea.
Il toponimo significa "I magri" in inuktitut, con riferimento ai tempi in cui gli abitanti del luogo, causa la mancanza di selvaggina, rischiavano di morire di fame.

## Storia
Nel 1925, un commerciante indipendente aprì un posto di smercio in quello che oggi è Salluit, seguito poco dopo dalla Compagnia della Baia di Hudson, che stabilì il proprio emporio nelle vicinanze. Gli anni d'oro del commercio delle pelli finirono però relativamente presto, nel 1936, quando i prezzi collassarono.
Nel 1957 il governo canadese aprì una scuola (in precedenza si erano avute scuole fondate da una missione cattolica nel 1930 e da una missione anglicana nel 1955) e, con l'aggiungersi dei servizi pubblici, sempre più inuit si stabilirono nel villaggio. La prima abitazione venne eretta nel 1959 e dieci anni dopo vide la luce per mano degli abitanti un negozio cooperativo. Salluit acquisì lo status di municipalità il 29 dicembre 1979.